# Vera (serie de televisión)
Vera es una serie británica de televisión sobre las investigaciones policiales de la inspectora Vera Stanhope, interpretada por Brenda Blethyn. El personaje está creado por la novelista británica Ann Cleeves, autora de varias novelas de esta saga. El primer capítulo se emitió el 1 de mayo de 2011 en la cadena británica ITV.

## Reparto
Intérpretes de los principales personajes de la serie, con el número de episodios en que aparecen (hasta 2024).
| Actor/Actriz      | Personaje               | #  |
| ----------------- | ----------------------- | -- |
| Brenda Blethyn    | Vera Stanhope           | 54 |
| Jon Morrison      | Kenny Lockhart          | 53 |
| Riley Jones       | Mark Edwards            | 44 |
| Kenny Doughty     | Aiden Healey            | 35 |
| Ibinabo Jack      | Jacqueline Jac Williams | 23 |
| David Leon        | Joe Ashworth            | 19 |
| Kingsley Ben-Adir | Marcus Summer           | 16 |
| Paul Kaye         | Malcolm Donahue         | 15 |
| Paul Ritter       | Billy Cartwright        | 12 |
| Sonya Cassidy     | Celine Ashworth         | 8  |
| Cush Jumbo        | Bethany William         | 7  |
| Clare Calbraith   | Rebecca Shepherd        | 7  |
| Wunmi Mosaku      | Holly Lawson            | 5  |

## Producción
El personaje de Vera Stanhope es creación de la escritora británica Ann Cleeves, quien publicó, entre 1999 y 2024, once novelas de la saga. Diez de ellas fueron adaptadas en la serie.
Para 2025, en su 14ª temporada, está previsto el fin de la serie con dos episodios de dos horas cada uno.
La serie está grabada en Newcastle upon Tyne y otras localizaciones de Northumberland, en el litoral del NE de Inglaterra (Gateshead, North Shields, Whitley Bay, Amble, Warkworth, Alnmouth, Bamburgh, y Lindisfarne).